# Ambergi csata
Az ambergi csata 1796. augusztus 24-én zajlott le és osztrák győzelmet eredményezett a Jean-Baptiste Jourdan vezette francia sereg felett.
Károly főherceg megvárta, amíg a francia tábornokok távol kerültek a hadműveleti, utánpótlási bázisuktól, a balszárny 30 000 embere a Latour tábornok vezetésével  Moreau-t tartotta szemmel, és északra sietett 27 000 fővel, hogy megtalálja Jourdant, aki nyomást gyakorolt Wartenslebenre Amberg közelében. Károly főherceg elhúzta a francia jobb szárnyat, ami Wartensleben tábornok erőit támadta frontálisan.  A francia Sambre-és-Meuse-i hadsereg létszámban alulmaradt, így Jourdan visszavonult. Károly főherceg  folytatta a mindkét francia sereg üldözését a Dél-Németországban és elfoglalta az utolsó francia kézen lévő erődöt a Rajnától keletre 1797. első hetében.

## Fordítás
- Ez a szócikk részben vagy egészben  a   Battle of Amberg című angol Wikipédia-szócikk fordításán alapul.  Az eredeti cikk szerkesztőit annak laptörténete sorolja fel. Ez a jelzés csupán a megfogalmazás eredetét és a szerzői jogokat jelzi, nem szolgál a cikkben szereplő információk forrásmegjelöléseként.